# Notting Hillbillies
Notting Hillbillies – efemeryczny zespół grający muzykę z pogranicza rocka, country, bluesa i amerykańskiej muzyki folkowej.
Notting Hillbillies założony został m.in. przez gitarzystę Marka Knopflera. Grupa wydała w 1990 płytę Missing... Presumed Having a Good Time. Zespół od czasu do czasu koncertuje w różnych składach. Część piosenek Notting Hillbillies została włączona do repertuaru utworów granych przez Marka Knopflera na swoich koncertach.

## Skład
- Mark Knopfler
- Guy Fletcher
- Steve Phillips
- Brendan Croker
- Paul Franklin

## Dyskografia
- Missing... Presumed Having a Good Time (1990)